# Знехтувана принцеса
«Знехтувана принцеса» (англ. The Undesired Princess) — повість жанру героїчного фентезі Лайона Спрег де Кемпа, вперше опублікована 1942 року в журналі Unknown Worlds.

## Зміст
Історія Ролліна Гобарта, нью-йоркського інженера, перенесеного в інший світ, чиї закони природи відповідають арістотелівській логіці; тобто все знаходиться в одному із станів без перехідних процесів. Подібним чином усе обмежене за кольором і, за винятком мешканців, за формою: листя синє або жовте та є плоскими правильними багатокутниками; головний герой має білу, як папір, шкіру та губи червоного кольору. Він повинен навчитися використовувати та опанувати непохитні закони цього всесвіту, щоб вижити та зрештою повернутися додому. Під час своїх пригод він двічі рятує принцесу, яка однозначно закохується в нього, і стає повелителем цього світу, але вирішує повернутися до свого заурядного життя. У принцеси, однак, є свої міркування з цього приводу.